# Tűzvédelmi szakvizsga
A tűzvédelmi szakvizsga egy képesítés, ami tűzveszélyes környezetben végzett munkakörök betöltéséhez szükséges.
Magyarországon a Belügyminisztérium 45/2011. (XII. 7.) BM rendelete összesen 16 olyan foglalkozási ágat sorol fel, amelyek végzése naprakész tűzvédelmi ismereteket igényel. Ezek kivétel nélkül olyan munkakörök, amelyek vagy kiemelt tűzveszéllyel járnak (például hegesztés, éghető gázok lefejtése), vagy pedig speciális tűzvédelmi eszközök telepítését, felülvizsgálatát, karbantartását, javítását takarják. Ezt a 16 féle munkakört kizárólag tűzvédelmi szakvizsga birtokában szabad végezni. A tűzvédelmi szakvizsga a kiállítás napjától számított 5 évig érvényes.

### Tűzvédelmi szakvizsgához kötött tevékenységi körök
1. Hegesztők és az építőipari tevékenység során nyílt lánggal járó munkát végzők.
2. Az Országos Tűzvédelmi Szabályzat szerint fokozottan tűz- vagy robbanásveszélyes osztályba tartozó anyagoknak bármely időpontban 300 kg tömegmennyiséget meghaladó mennyiségű tárolását vagy 100 kg tömegmennyiséget meghaladó mennyiségű ipari vagy szolgáltatás körébe tartozó feldolgozását, technológiai felhasználását végzők.
3. Éghető gáz lefejtését, töltését, kiszolgálását, továbbá autógáz kiszolgálását végzők.
4. Tűzgátló, füstgátló nyílászáró-szerkezetek beépítését, felülvizsgálatát, karbantartását, javítását végzők.
5. Tűzoltó-vízforrások felülvizsgálatát végzők.
6. Pirotechnikai szakbolti eladók, raktárkezelők, terméküzemeltetők, anyag- és termékgyártás-vezetők.
7. Tűzoltó készülékek karbantartását végzők.
8. Beépített tűzjelző berendezések kivitelezését, karbantartását, javítását, telepítését, felülvizsgálatát végzők.
9. Beépített tűzoltó berendezések kivitelezését, karbantartását, javítását, telepítését, felülvizsgálatát végzők.
10. Beépített tűzjelző berendezéseket tervezők, a kivitelezésért felelős műszaki vezetők, valamint az üzembe helyező mérnökök.
11. Beépített tűzoltó berendezéseket tervezők, a kivitelezésért felelős műszaki vezetők, valamint az üzembe helyező mérnökök.
12. Tűzállóságot növelő bevonati rendszerek alkalmazását, karbantartását végzők.
13. Beépített hő- és füstelvezető rendszerek telepítését, felülvizsgálatát, karbantartását, javítását végzők.
14. Erősáramú berendezések időszakos felülvizsgálatát végzők.
15. Tűzgátló tömítések beépítését, felülvizsgálatát, karbantartását, javítását végzők.
16. Tűzállóságot növelő burkolatok beépítését, karbantartását végzők.

### Milyen következménnyel jár a tűzvédelmi szakvizsga hiánya?
A 259/2011. (XII. 7.) Korm. rendelet szerint a tűzvédelmi szakvizsgára kötelezett tevékenység érvényes tűzvédelmi szakvizsga nélküli végzése, közvetlen irányítása miatt 50-500 ezer forintig terjedő tűzvédelmi bírságot szab ki a tűzvédelmi hatóság. A tűzvédelmi bírság kiszabása kötelező. A tűzvédelmi hatóság ugyanakkor azt a munkavállalót, aki a munkakörével kapcsolatos tűzvédelmi előírásokat nem ismeri, a szükséges ismeretek megszerzéséig az ott folytatott tevékenységtől eltiltja. A munkavégzés következtében bekövetkezett esetleges személyi sérülés, haláleset esetén induló büntetőeljárásban súlyosbító tényezőkét vehetik figyelembe az előírt tűzvédelmi szakvizsga hiányát.

### Miből áll a vizsga?
A tűzvédelmi szakvizsga elméleti és a meghatározott foglalkozási ág (munkakör) esetében gyakorlati részből áll. Az elméleti vizsga minden esetben írásbeli részből áll, melyet abban az esetben követ szóbeli rész, amennyiben a vizsgázó az írásbeli vizsgán 50–89% közötti arányban adott helyes választ. Amennyiben a vizsgázó legalább 90%-os arányban helyes választ adott, nem kötelező szóbeli vizsgát tennie, a vizsga sikeresnek minősül. Amennyiben a vizsgázó 50% alatti arányban adott helyes választ, a vizsga sikertelennek minősül.